# Partido Democrático de Guinea Ecuatorial
El Partido Democrático de Guinea Ecuatorial (PDGE) es un partido político de Guinea Ecuatorial, que gobierna el país desde su creación en 1987 y hasta 1991 en calidad de partido único. Su secretario general es Jerónimo Osa Osa Ecoro y su presidente y fundador Teodoro Obiang Nguema Mbasogo. 
Además cuenta con una Junta Ejecutiva Nacional integrada por Agustín Nze Nfumu, Teresa Efua Asangono, Francisco Pascual Obama Asue, Angel Serafin Seriche Dougan, Secundino Nvono Avomo, Clemente Engonga Nguema Onguene, Santiago Nsobeya Efuman, Alejandro Evuna Owono Asangono, Antonio Pedro Oliveira Borupu y la primera dama Constancia Mangue.
El partido surgió tras un decreto de la Presidencia de la República el 4 de junio de 1986, creando un Comité Organizador de cara a su desarrollo. El 9 de febrero de 1987 un nuevo decreto disolvió el Comité Organizador y creó el Comité Eventual.
El partido fue presentado oficialmente el 11 de octubre de ese año en el Cine Marfil de Malabo. El Congreso Constituyente celebrado en la ciudad de Bata, del 11 al 16 de octubre de 1988 es considerado el Primer Congreso del Partido.
Hasta las elecciones de 1993 fue el único partido representado en el parlamento. Desde 2022 ocupa la totalidad de escaños en la Cámara de los Diputados y el Senado. 

## Resultados electorales

### Presidenciales
|  | 99 % |

|  | 97.8 % |

|  | 97.1 % |

|  | 95.36 % |

|  | 92.70 % |

|  | 97.00 % |

### Parlamentarias
| Elección | Líder          | Votos   | %      | Escaños | +/–   | Posición |
| -------- | -------------- | ------- | ------ | ------- | ----- | -------- |
| 1988     | Teodoro Obiang |         | 99.2%  | 60/60   | Nuevo | 1ero     |
| 1993     | Teodoro Obiang | 54,589  | 69.8%  | 68/80   | 8     | 1ero     |
| 1999     | Teodoro Obiang | 156,949 | 85.5%  | 75/80   | 7     | 1ero     |
| 2004     | Teodoro Obiang | 99,892  | 49.4%  | 68/100  | 7     | 1ero     |
| 2008     | Teodoro Obiang |         |        | 99/100  | 31    | 1ero     |
| 2013     | Teodoro Obiang |         |        | 99/100  | 0     | 1ero     |
| 2017     | Teodoro Obiang |         | 92.00% | 99/100  | 0     | 1ero     |
| 2022     | Teodoro Obiang |         |        | 100/100 | 1     | 1ero     |